# Puyango (kanton)
Puyango – kanton w prowincji Loja, w Ekwadorze. Stolicą kantonu jest Alamor.